# 田原市立亀山小学校
田原市立亀山小学校（たはらしりつ かめやましょうがっこう）は、愛知県田原市亀山町にある公立小学校。

## 校区
- 旧・渥美郡渥美町の小学校である。亀山町、中山町（大松上、岬、日の出）、西山町が校区であり、公立中学校に進学する場合は田原市立福江中学校へ進学する [1]。
- 2019年（令和元年）の児童数は55名の小規模校であり、田原市の小学校では最も児童数が少ない。

## 沿革
- 1873年（明治6年）1月 - 亀山村に第十中学校区内第八十一番小学亀山学校が開校する。亀鶴院[注釈 1]を仮校舎とする。
- 1887年（明治20年） - 尋常小学古田学校に統合され、尋常小学古田学校亀山分教場となる。
- 1888年（明治21年） - 簡易小学亀山学校として独立する。
- 1889年（明治22年）10月1日 - 向山村、亀山村、保美村、畠村が合併し、福江村が発足。
- 1893年（明治26年） - 亀山尋常小学校に改称する。
- 1897年（明治30年）2月22日 - 町制施行し、福江町となる。
- 1906年（明治39年）7月16日 - 福江町、清田村、中山村と合併し、改めて福江町となる。
- 1907年（明治40年） - 校舎を改築する。
- 1936年（昭和11年） - 清田尋常小学校への統合が計画されるが、校区の住民の反対運動により中止される。
- 1941年（昭和16年）4月1日 - 亀山国民学校に改称する。
- 1947年（昭和22年）4月1日 - 福江町立亀山小学校に改称する。
- 1955年（昭和30年）4月15日 - 福江町、伊良湖岬村、泉村が合併し、渥美町が発足。同時に渥美町立亀山小学校に改称する。
- 1972年（昭和47年） - 新校舎（鉄筋コンクリート造）が完成する。
- 1976年（昭和51年） - 体育館が完成する。
- 2005年（平成17年）10月1日 - 渥美町が田原市に編入される。同時に田原市立亀山小学校に改称する。

## 交通アクセス
- 豊鉄バス伊良湖本線「亀山小学校前」バス停より徒歩約3分。